# Айну Таймузу
Айну Таймузу (айн. アイヌタイムズ від англ. Ainu Times) — єдиний журнал, що виходить айнською мовою в районі Нібутані містечка Біраторі. Перший номер журналу вийшов 20 березня 1997 року під егідою Пен клубу мови айну. Статті написані модифікованою катаканою а також варіантом латинської абетки. Лише короткі коментарі написані японською. Журнал створений для того, щоб пристосувати айнську мову до сучасного життя народу айнів. Станом на 2006 рік редактором був Такасі Хамада. Виходить чотири рази на рік.